# Суперкубок Сінгапуру з футболу 2012
Суперкубок Сінгапуру з футболу 2012  — 5-й розіграш турніру. Матч відбувся 5 лютого 2012 року між чемпіоном Сінгапуру клубом Тампінс Роверс та володарем Кубка Сінгапуру клубом .
| Володар Суперкубка Сінгапуру 2012 |
| --------------------------------- |
|                                   |
| Тампінс Роверс Другий титул       |

## Матч

### Деталі
| 5 лютого 2012 |

| Тампінс Роверс | 2:0 | Хоум Юнайтед |
| -------------- | --- | ------------ |
|                |     |              |

|  |